# Salvio di Amiens
Salvio (... – Amiens, VI secolo) è stato vescovo di Amiens nel VI secolo circa, venerato come santo dalla Chiesa cattolica.
Il più antico catalogo episcopale di Amiens, non anteriore al XIII secolo, riporta tra i primi posti quattro santi vescovi: Firmino I martire, Firmino II confessore, Onorato e Salvino (o Salvio).
Il catalogo contiene diversi errori, soprattutto nella posizione cronologica dei diversi nomi, e omissioni di vescovi storicamente documentati; secondo Duchesne questo catalogo è stato scritto un peu à l'aventure e venne fatto precedere da vescovi venerati come santi all'epoca della sua redazione.
Pochissime sono le notizie certe sul vescovo Salvio. Di lui esiste una Vita, nota da un manoscritto del X secolo, priva di valore storico, un faux grossier, secondo le parole di Duchesne, cioè un grossolano falso storico. Infatti tutto il racconto non è altro che la ripetizione della vita di un altro san Salvio, che fu vescovo di Albi nella seconda metà del VI secolo. Appartengono invece al Salvio di Amiens le notizie sulla costruzione della cattedrale, dedicata ai santi Pietro e Paolo, e sulla traslazione in questo nuovo edificio delle reliquie di alcuni santi che erano stati deposti ad Abladana (oggi Saint-Acheul), tra cui i primi due santi del catalogo di nome Firmino.
Secondo la Vita, Salvio succedette a sant'Onorato, il cui episcopato è posto durante il regno di Childeberto I (511-558). Questa indicazione storica, presa con le dovute cautele, porrebbe l'episcopato di Salvio nella seconda metà del VI secolo.
Poche sono anche le attestazioni liturgiche di san Salvio di Amiens e non di rado il suo nome è confuso con l'omonimo santo di Valenciennes, ucciso nell'801. La Vita pone la sua morte al 28 ottobre, ma in seguito la sua commemorazione venne spostata all'11 gennaio, probabilmente perché in questo giorno si ricordava un martire africano. Ed è a quest'ultima data che il Baronio inserì il santo vescovo di Amiens nella redazione del Martirologio Romano.
L'odierno martirologio, riformato a norma dei decreti del concilio Vaticano II, ha spostato la sua commemorazione al 28 ottobre dove il santo è celebrato queste parole: